# Planès
Planès – miejscowość i gmina we Francji, w regionie Oksytania, w departamencie Pireneje Wschodnie.
Według danych na rok 1990 gminę zamieszkiwały 33 osoby, a gęstość zaludnienia wynosiła 2 osoby/km² (wśród 1545 gmin Langwedocji-Roussillon Planès plasuje się na 867. miejscu pod względem liczby ludności, natomiast pod względem powierzchni na miejscu 482.).

## Zabytki
Zabytki na terenie gminy posiadające status monument historique:
- kościół Notre-Dame-de-la-Merci (Église Notre-Dame-de-la-Merci de Planès)

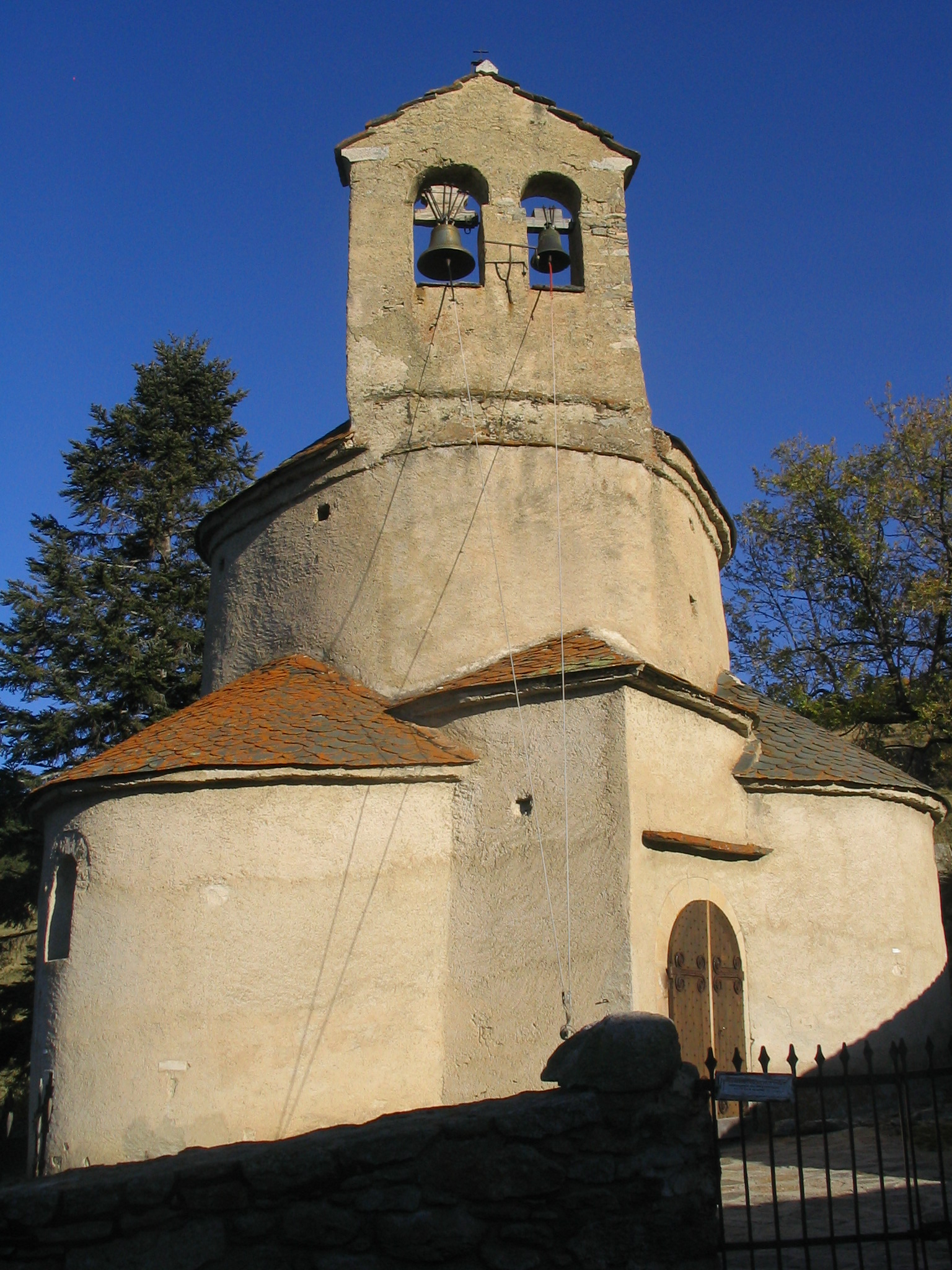
Kaplica w Planès, 2007

## Populacja

Populacja Planès w latach 1962–2008